# Einsatzgruppenrättegången

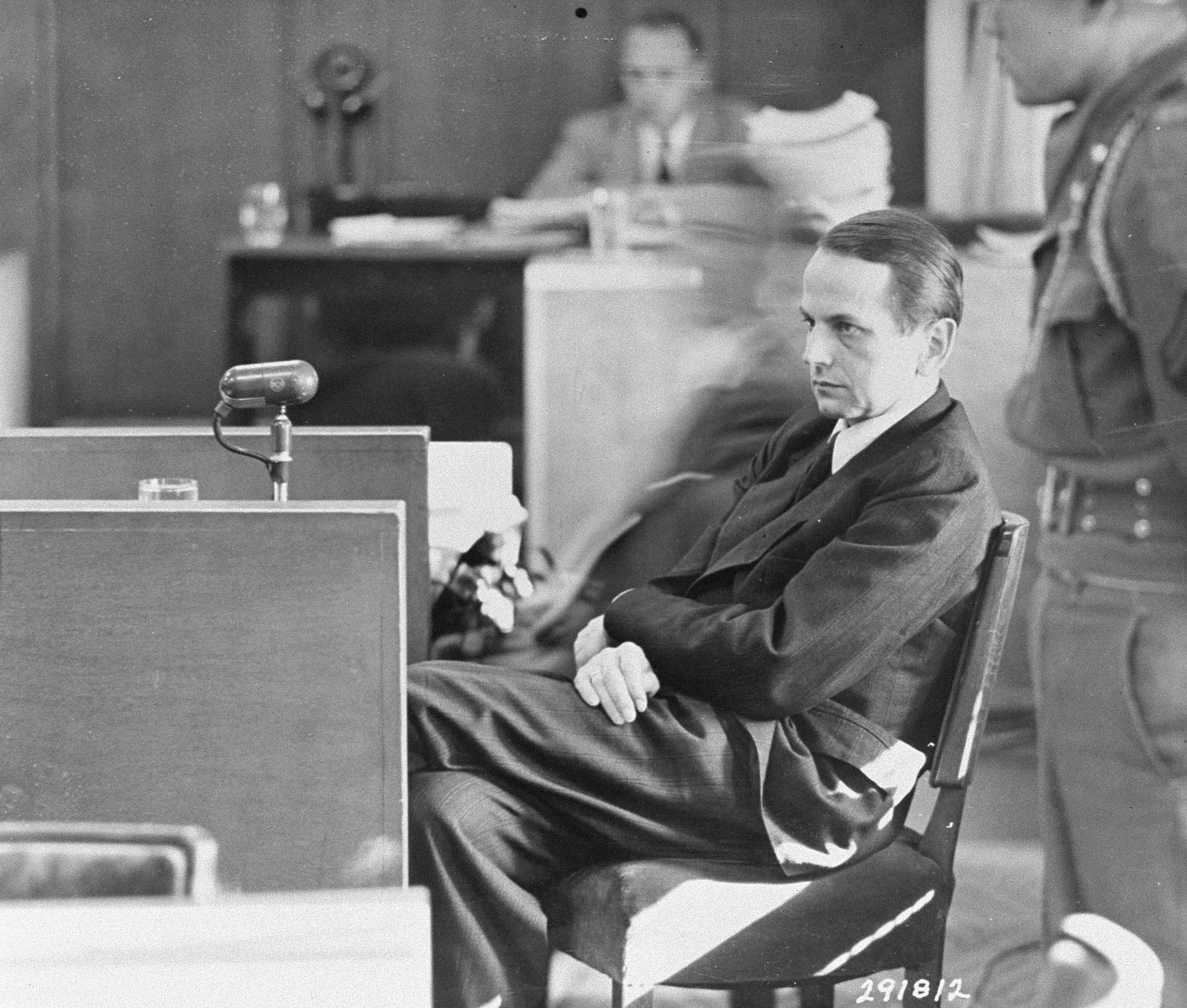
Einsatzgruppenrättegången. Otto Ohlendorf i vittnesbåset den 9 oktober 1947.

Einsatzgruppenrättegången, officiellt benämnd The United States of America vs. Otto Ohlendorf, et. al., var en krigsförbrytarrättegång som ägde rum i Nürnberg mellan den 29 september 1947 och den 10 april 1948. 
Tjugofyra höga SS-officerare verksamma inom de fyra nazistiska Einsatzgruppen stod åtalade för krigsförbrytelser och brott mot mänskligheten samt för att ha varit medlemmar i kriminella organisationer, som till exempel Gestapo och Sicherheitsdienst. 
Domare var Michael A. Musmanno (huvuddomare), John J. Speight och Richard D. Dixon. Benjamin B. Ferencz var åklagare.
Flera dödsdomar följde, bland annat mot Paul Blobel och Otto Ohlendorf. Avrättningarna verkställdes dock inte förrän den 8 juni 1951.

## Åtalade
| Namn                  | Fotografi | Befattning | Dom                                  | Anmärkningar                                                     |
| --------------------- | --------- | --- | ------------------------------------ | ---------------------------------------------------------------- |
| Otto Ohlendorf        |           | Gruppenführer; medlem av SD; befälhavare för Einsatzgruppe D                                                                      | Dödsstraff                           | Avrättad den 8 juni 1951                                         |
| Heinz Jost            |           | Brigadeführer; medlem av SD; befälhavare för Einsatzgruppe A                                                                      | Livstids fängelse                    | Domen omvandlad till 10 års fängelse; frisläppt 1951; död 1964   |
| Erich Naumann         |           | Brigadeführer; medlem av SD; befälhavare för Einsatzgruppe B                                                                      | Dödsstraff                           | Avrättad den 8 juni 1951                                         |
| Otto Rasch            |           | Brigadeführer; medlem av SD och Gestapo; befälhavare för Einsatzgruppe C                                                          | Åtalet nedlagt på grund av hälsoskäl | Död 1948                                                         |
| Erwin Schulz          |           | Brigadeführer; medlem av Gestapo; befälhavare för Einsatzkommando 5 inom Einsatzgruppe C                                          | 20 års fängelse                      | Domen omvandlad till 15 års fängelse; frisläppt 1954; död 1981   |
| Franz Six             |           | Brigadeführer; medlem av SD; befälhavare för Vorkommando Moskau inom Einsatzgruppe B                                              | 20 års fängelse                      | Domen omvandlad till 15 års fängelse; frisläppt 1952; död 1975   |
| Paul Blobel           |           | Standartenführer; medlem av SD; befälhavare för Sonderkommando 4a inom Einsatzgruppe C                                            | Dödsstraff                           | Avrättad den 8 juni 1951                                         |
| Walter Blume          |           | Standartenführer; medlem av SD och Gestapo; befälhavare för Sonderkommando 7a inom Einsatzgruppe B                                | Dödsstraff                           | Domen omvandlad till 25 års fängelse; frisläppt 1955; död 1974   |
| Martin Sandberger     |           | Standartenführer; medlem av SD; befälhavare för Sonderkommando 1a inom Einsatzgruppe A                                            | Dödsstraff                           | Domen omvandlad till livstids fängelse; frisläppt 1958; död 2010 |
| Willy Seibert         |           | Standartenführer; medlem av SD; ställföreträdande befälhavare för Einsatzgruppe D                                                 | Dödsstraff                           | Domen omvandlad till 15 års fängelse; frisläppt 1954; död 1976   |
| Eugen Steimle         |           | Standartenführer; medlem av SD; befälhavare för Sonderkommando 7a inom Einsatzgruppe B och Sonderkommando 4a inom Einsatzgruppe C | Dödsstraff                           | Domen omvandlad till 20 års fängelse; frisläppt 1954; död 1987   |
| Ernst Biberstein      |           | Obersturmbannführer; medlem av SD; befälhavare för Einsatzkommando 6 inom Einsatzgruppe C                                         | Dödsstraff                           | Domen omvandlad till livstids fängelse; frisläppt 1958; död 1986 |
| Werner Braune         |           | Obersturmbannführer; medlem av SD och Gestapo; befälhavare för Sonderkommando 11b inom Einsatzgruppe D                            | Dödsstraff                           | Avrättad den 8 juni 1951                                         |
| Walter Hänsch         |           | Obersturmbannführer; medlem av SD; befälhavare för Sonderkommando 4b inom Einsatzgruppe C                                         | Dödsstraff                           | Domen omvandlad till 15 års fängelse; frisläppt 1955             |
| Gustav Nosske         |           | Obersturmbannführer; medlem av Gestapo; befälhavare för Einsatzkommando 12 inom Einsatzgruppe D                                   | Livstids fängelse                    | Domen omvandlad till 10 års fängelse; frisläppt 1951; död 1990   |
| Adolf Ott             |           | Obersturmbannführer; medlem av SD; befälhavare för Sonderkommando 7b inom Einsatzgruppe B                                         | Dödsstraff                           | Domen omvandlad till livstids fängelse; frisläppt 1958           |
| Eduard Strauch        |           | Obersturmbannführer; medlem av SD; befälhavare för Einsatzkommando 2 inom Einsatzgruppe A                                         | Dödsstraff                           | Utlämnad till Belgien; död 1955                                  |
| Emil Haussmann        |           | Sturmbannführer; medlem av SD; medlem av Einsatzkommando 12 inom Einsatzgruppe D                                                  | Självmord den 31 juli 1947           |                                                                  |
| Waldemar Klingelhöfer |           | Sturmbannführer; medlem av SD; medlem av Sonderkommando 7b inom Einsatzgruppe B                                                   | Dödsstraff                           | Domen omvandlad till livstids fängelse; frisläppt 1956; död 1980 |
| Lothar Fendler        |           | Sturmbannführer; medlem av SD; ställföreträdande befälhavare för Sonderkommando 4b inom Einsatzgruppe C                           | 10 års fängelse                      | Domen omvandlad till 8 års fängelse; frisläppt 1951              |
| Waldemar von Radetzky |           | Sturmbannführer; medlem av SD; ställföreträdande befälhavare för Sonderkommando 4a inom Einsatzgruppe C                           | 20 års fängelse                      | Domen omvandlad till 10 års fängelse; frisläppt 1951; död 1990   |
| Felix Rühl            |           | Hauptsturmführer; medlem av Gestapo; medlem av Sonderkommando 10b inom Einsatzgruppe D                                            | 10 års fängelse                      | Frisläppt 1951                                                   |
| Heinz Schubert        |           | Obersturmführer; medlem av SD; medlem av Einsatzgruppe D                                                                          | Dödsstraff                           | Domen omvandlad till 10 års fängelse; frisläppt 1952             |
| Mathias Graf          |           | Untersturmführer; medlem av SD; medlem av Einsatzkommando 6 inom Einsatzgruppe D                                                  | Tre års fängelse                     | Frisläppt vid rättegångens slut 1948                             |

### Webbkällor
- ”The Nuremberg Trials: The Einsatzgruppen Case” (på engelska). University of Missouri-Kansas City. Arkiverad från originalet den 5 november 2012. https://www.webcitation.org/6BxE5lFdH?url=http://law2.umkc.edu/faculty/projects/ftrials/nuremberg/NurembergEinsatzgruppenTrial.html. Läst 5 november 2012.